# Johan Remen Evensen
Johan Remen Evensen (n. 16 septembrie 1985, Hadsel, Nordland, Norvegia) este un săritor cu schiurile ce a reprezentat Norvegia, medaliat olimpic. A participat la o ediție a Jocurilor Olimpice (2010) în care a câștigat o medalie de bronz.

## Participări
Lista de mai jos prezintă principalele competiții la care a participat Johan Remen Evensen de-a lungul carierei.
- ski jumping at the 2010 Winter Olympics – large hill team[*]